# Liste der Gebietsänderungen in Thüringen
In dieser Liste der Gebietsänderungen in Thüringen sind Gebietsänderungen erfasst, die Gemeinden, Landkreise sowie Verwaltungsgemeinschaften und erfüllende Gemeinden betreffen.

## Statistik zu den Gemeinden und Landkreisen
| Jahr          | Anzahl Gebietsänderungen | Besonderheiten                                                                                             |
| ------------- | ------------------------ | --- |
| 1990/1991     | 015                      | Zwischen dem 3. Oktober und dem 31. Dezember 1990 wurden zwei Gebietsänderungen in Thüringen durchgeführt. |
| 1992          | 026                      | |
| 1993          | 036                      | |
| 1994          | 152                      | Zum 1. Juli 1994 wurde die Kreisreform umgesetzt, die hier als eine Änderungen mitzählt.                   |
| 1995          | 013                      | |
| 1996          | 027                      | |
| 1997          | 023                      | |
| 1998 bis 2006 | 024                      | Zum 1. Januar 1998 wurde Eisenach kreisfrei.                                                               |
| 2007          | 012                      | |
| 2008 bis 2011 | 027                      | |
| 2012          | 021                      | |
| 2013 bis 2017 | 012                      | |
| 2018          | 015                      | Beginn der Gemeindegebietsreform auf freiwilliger Basis.                                                   |
| 2019          | 065                      | |
| 2020 bis 2023 | 015                      | Zum 1. Juli 2021 verlor Eisenach seine Kreisfreiheit und wurde in den Wartburgkreis eingegliedert.         |
| 2024          | 011                      | |